# WSDM
Web Services Distributed Management (WSDM, se pronuncia wisdom) es una especificación basada en servicios web para gestionar y monitorizar el estado de otros servicios.
El objetivo principal de WSDM es definir un protocolo para gestionar otro servicio que sea compatible con la especificación WSDM. Por ejemplo, se puede utilizar una pizarra digital o una aplicación de gestión de redes para monitorizar el estado o el rendimiento de otros servicios, y, en caso de ser necesario ejercer acciones para reiniciar servicios si es que ocurren fallos. Algunos aspectos de WSDM son similares a los definidos en la especificación SNMP.

## Especificaciones
WSDM 1.0 fue aprobado como un estándar OASIS el 9 de marzo de 2005. WSDM 1.1 fue aprobado el 7 de septiembre de 2006.
WSDM consiste en dos especificaciones:
- Management Using Web Services (MUWS) — WSDM MUWS define como representar y como acceder a las interfaces de gestión de recursos expuestos como servicios web. Defines un conjunto básico de operaciones de gestión sobre los servicios, tales como identificación, métricas, configuración y relaciones. WSDM MUWS también provee de un formato de eventos estándar.

- Management Of Web Services (MOWS) — WSDM MOWS define como manejar servicios web como recursos y como describir y acceder a las capacidades de gestión utilizando MUWS. MOWS proporciona mecanismos y metodologías que permiten a las aplicaciones de gestión de servicios web interoperar entre sí dentro de las empresas u organizaciones.